# أولاد نايل
أولاد نايل (نوايل، مفرده: نايلي) هي قبيلة واتحاد قبلي يستوطن جبال أولاد نايل في الجزائر. يتواجد بشكل رئيسي في مدينة بوسعادة بالمسيلة والجلفة والأغواط ومسعد وبسكرة، لكن هناك أيضا عدد كبير منهم في ولاية غرداية، حول منطقة أجدادهم.

## أصول
التقاليد الشفهية لأولاد نائل تدّعي النسب العربي من القبائل القديمة التي وصلت إلى المنطقة منذ حوالي ألف سنة. بعض التقاليد ترجع أصولها إلى بنو هلال، التي قدمت إلى المرتفعات عبر الوادي، وغرداية، في حين يدعي آخرون أنهم ينحدرون مباشرة من إدريس الأول.

### نايل اسمه نسبه وحياته
تتضارب الروايات حول مؤسس القبيلة وتختلف حسب صاحبها وأصلها:

#### الرواية الأولى
محمد نايل من ذرية الخرشفيين أولاد احمد البحر الصامت الخرشفي بن مسعود بن عيسى من أهل القرن السادس عشر الميلادي أحد تلامذة الشيخ أحمد بن يوسف الراشدي دفين مدينة مليانة يرجح أن يكون تاريخ ميلاده محصورا بين 1436م و1442م، وتاريخ وفاته ما بين 1524م و1527م.
ونسبه نايل هو محمد بن عبد الله الخرشفي بن محمد المكنى بابوالليث بن أحمد الملقب بالبحر الصامت بن مسعود بن عيسى بن أحمد بن عبد الواحد بن عبد الكريم بن محمد بن عبد السلام بن سليمان المشيش بن ابي بكر العلمي بن علي بن محمد بوحرمة بن عيسى بن سلام العروس بن احمد المزوار بن مولاي علي حيدرة بن مولاي محمد الأول بن مولاي ادريس الثاني بن مولاي ادريس الازهر بن شريف مكة الأمير عبد الله الكامل المحض بن الحسن المثنى بن السيد الحسن السبط بن علي بن ابي طالب بن فاطمة الزهراء.

#### الرواية الثانية
يقال أنه تتلمذ ودرس القران الكريم وعلوم الدين في بداية حياته في زاوية الشيخ أحمد بن يوسف الراشدي الملياني في مدينة مليانة في الجزائر.
وهو أحد المذابيح السبعة وهم: أبو الربيع سليمان بن أبي سماحة، أمحمد بن عبد الرحمان السهلي، محمد بن عبد الجبار الفجيجي، يعقوب، بودخيل القادري، أحمد بن موسى الكرزازي.
تروي الحكاية أن الشيخ أحمد بن يوسف يوم عيد اضحى أراد أن يمتحن تلامذته فجمعهم يوما حول منزل وكان يفوق عددهم 400 مريد، وقد أخذ في يده سكينا وأظهره لهم قائلا:‘‘ إنّ الله قد أمرني هذه الليلة في المنام بأن أضحّي بعشرين رجلا منكم لكي يجنّبكم مصيبة كبيرة يمكن أن تقع علينا وعلى كلّ البلاد.أعرف أنّكم أوفياء لي وأنّ ثقتكم بي كبيرةٌ، لا أريد أن أرغم أي واحد منكم، فالّذين يحبون الله القريب، ويحبّونني يأتون ويمدّون لي رقابهم لكي أضحي بهم، وكان ان أعد مجموعة من الكباش ووكل خادمه في المنزل بذبح الكباش كلما دخل رجل ليخرج دم الكبش من ميزاب هذا المنزل ليوهمهم ان المذبوح هو الرجل ففر أغلب التلاميذ، إلا سبعة منهم.
و كان محمد بن عبد الله الخرشفي رأس السبعة المذابيح واكملهم إذ لم يحصل له ادنى خوف أو تشويش وكان محبوبا من دار أهل الشيخ احمد بن يوسف وقد ثبت أكثر من السبعة الباقين، فنال البركة والكرامة من الشيخ وسمي بعد ذلك نايل، ودعا له الشيخ احمد بن يوسف ولنسله بالكثرة والبركة من بعده.

و قد أشار أحمد بن يوسف قبيل وفاته على محمد نايل بالذهاب والسكن في الجنوب حيث جبال اللدمي وبلد النعام والغزال، وكان نايل بعد وفاة شيخه احمد بن يوسف ذهب إلى الجزائر ودرس سنوات فيها ثم تحول عنها إلى الونشريس ونزل عند شعيب بن علي بن بوزيد فتلقاه بالإكرام واصهر له في ابنته سلمى زعموا لرؤية رأاها في المنام وطلب منه ان يعلم أولاده القران والفقه فبقي يعلم عنده ردحا من الزمن.

تواجد قبيلة أولاد نايل باللون الأحمر.

#### الرواية الثالثة
و هناك رواية شفوية ذكرها المترجم الفرنسي ارنو والباحثان مارت وادموند قوفيون في كتابهما أعيان المغاربة في 1872 مفادها انه ولد بقصر وادي غير بمنطقة فجيج بالمغرب في أواخر القرن الخامس عشر تقريبا ما بين سنتي 1484 و1495 للميلاد.
و كان من اصحاب السلطان مولاي حسان وانه قاد فيلقا ضمن جيشه ضد الحفصيين في تونس أيام التحرشات والتوسعات الإسبانية في زمنه وانهزم الفيلق وانه كان حاكما مهابا للزيانيين في رباط الساقية الحمراء.

#### الرواية الرابعة
وهناك من يقول ان محمد نايل عاش في بداية العهد التركي في الجزائر خلال القرن السادس عشر ميلادي.
و قد ارتحل بعد وفاة الشيخ احمد بن يوسف الراشدي من عند شعيب بن علي بن بوزيد ونزل بالحطبة بنواحي واد الشعير بارض الحضنة عند أمحمد الملقب بوحملة بن عيسى بن لقمان الشريف الذي زوج له ابنته خيرة وصنع هناك أول خيمة بدوية في صحراء عيسى وخضبها باللون الأحمر تمييزا عن القبائل الهلالية المحيطة به وعاش عيشة بدوية صحراوية في منطقة صحراء عيسى إلى منطقة واد الشعير وعين الريش وتبعه أولاده واحفادهم في ذلك في عيش البادية ورعي الاغنام وأكثر الترحال والانتجاع صيفا وشتاءا وتخضيب خيامهم باللون الأحمر وقيل نسبة للساقية الحمراء التي سكنتها جدود محمد نايل وانتشرت ذرية محمد نايل من نواحي واد الشعير إلى مختلف المناطق الأخرى.

### نائل أو نايل
وقد لوحظ في قسنطينة  أنه عثر في إحدى الأدراج شجرة أنساب تظهر عراقة سيدي نايل الذي ينحدر أصله من الأشراف، وهذا ما تؤكده شجرة بن مشيش الذي دفن في جبل بيساوية بالمغرب، يبدو أن هناك ثلاثين جيلا بين سيدي نايل ولالة فاطمة الزهراء بنت الرسول محمد -صلى اللّه عليه وسلم-.
بينما أولاد نايل (النوايل) كما وصفهم ابن خلدون ، هم عرب من الهلاليين، لأنه إذا ما أخذنا في الاعتبار وفاة ابن خلدون في 808 هجري أو 1406 فهناك فرق قرن واحد.
يجب علينا أن نفرق بين:
- أولاد نائل محمد بن عبد الله الشريف الإدريسي محمد الحسني العلوي الفاطمي
- ومحمد المغربي الذي يعود نسبه وأصله للعرب الهلاليين المعروفين بالنوايل.

## تاريخ

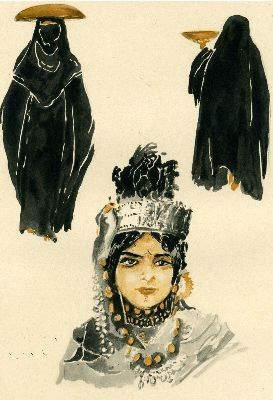
زي أولاد نايل

أول من سكن منطقة ولاية الجلفة وولاية الأغواط وما جاورهما هم أمازيغ، فعلماء الأنثروبولوجيا يحددون تواجدهم إلى حوالي خمسمائة سنة قبل الميلاد، فكل فروع سكان سنجاس وبني وارع تنتمي إلى القبيلة الكبرى للمرغاوة، ويبدو أن هناك تواجدا قصيرا للرومان خلده الكاستليوم مثل الحصن الروماني دوماد والتي بناها الرومان في عام 198 قبل الميلاد تحت سيبتيم سيفير، والذين رحلوا عنها في 230 للميلاد.
عرف أولاد نايل خلال حلهم وترحالهم بانهم أهل بداوة اتخذوا الخيمة المخضبة باللون الاحمر كميزة لهم بين القبائل منذ القديم
و قد كان جدهم الذي يعتبرونه ولي صالح
و هو الذي أعطى إسمه للقبيلة ويعرف بأنه محمد نايل بن عبد الله الخرشفي الادريسي الحسني من أهل مدينة فجيج بالمغرب ثم نزح للعيش في بادية وصحراء تيطري بالجزائر، وكان أول من خضب خيمته باللون الاحمر تمييزا وعلامة للشرف وقيل نسبة للساقية الحمراء في الصحراء الغربية مهد اجداده.
واتبعه في ذلك ذريته الأوائل واحلافهم والمقربين منهم من القبائل والفرق العربية، فكانت بذلك الخيمة الحمراء منذ ما ينيف عن الخمسة قرون رمزا وعلامة بينة لأولاد نايل ومحطا للكرم والجود العربي الاصيل.
عرف أولاد نايل بعاداتهم وتقاليدهم المميزة في العيش والملبس والماكل والغناء والزفاف والرقص والفولكلور.
أولاد نايل موجودون في التاريخ الجزائري فشاركوا في ثورات عديدة فإنضموا لـ الشيخ بوزيان في ثورة واحة الزعاطشة رفقة موسى بن الحسن الدرقاوي ببسكرة ومع إبراهيم بن عبد الله الماضوي معركة المطاريح في معركة درمل وثورة الأمير عبد القادر وثورة المقراني وثورة التحرير
و من الشهداء المعروفون في الثورة الجزائرية: امحمد غزال العامري احمد بن البكاي الفرجاوي الطيب بوشندوقة والتلي بلكحل وبن البوهالي سي احمد، الشنبولي المباركي، علي بن مصطفى العامري وزيان عاشور قائد الصحراء والاخوة هاني محمد بن الهادي وهاني عبدالرحمان بن الهادي الشايب مرزوق
الشيخ العالم حاشي عبدالرحمان واحمد خراز المدعو سي دغمان الشهداء وسي ثامر بن عمران وزيان البوهالي والبشير بن لحرش ونايل علي

## بلاد أولاد نايل

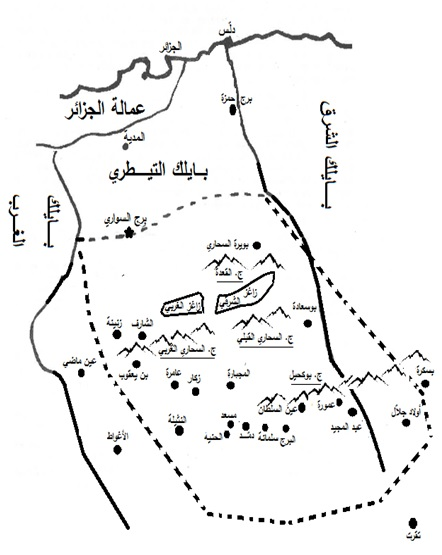
خريطة بلاد أولاد نايل إلى غاية الاحتلال الفرنسي سنة 1830

الراجح أن العثمانيين هم أول من أطلق تسمية «أولاد نايل» على النطاق الجغرافي الذي يقع جنوب التيطري ابتداء من الحصن العسكري التركي «برج السواري». ولعل القصد من تعميم اسم قبيلة «أولاد نايل» على نطاق هذه البلاد هو انتشارهم بسبب ممارستهم لتربية المواشي التي تقتضي الترحال وبسبب وجود عقد أو تحالف أو اتحاد بين هذه القبائل بقيادة أولاد نايل ضد السلطة العثمانية والتمرد عليها لا سيما عدم الخضوع للضريبة. وما يعضد هذا القول هو أن الكتابات العربية والأعجمية كانت تستخدم هذا المصطلح. ولهذا فإنه ينبغي التفريق بين مصطلح جغرافي هو «بلاد أولاد نايل» أو ما يشبهه من جهة، ومن جهة أخرى المصطلحات المتعلقة بالأنساب والمشجرات «الجينيالوجيا».
أن الكثير من المراجع الفرنسية تأتي على تسمية منطقة أولاد نايل بـ "كونفدرالية أولاد نايل" أي "اتحاد أولاد نايل" وهو ما يشير إلى الانسجام الذي يوجد بين التركيبة العروشية للقبائل المشكّلة للمنطقة. وقد أشار إلى ذلك الجغرافي الفرنسي "لويس بياس" في جغرافيّته سنة 1882 حيث يقول "هم يشكلون اليوم كونفدرالية قوية جدا لقبائل تشغل إقليما شاسعا يمتد إلى بوسعادة والزيبان شرقا بعمالة قسنطينة، وإلى سبخات زاغز وجبل العمور بالغرب.
ويعطي التوزيع الجغرافي والتعدد بين بطون القبائل العربية المفهوم الصحيح لهذه الكونفدرالية. فهي تشمل قبائل عربية تختلف في مشجرتها بين العرب الأدارسة والعرب الهلاليين...وهكذا نجد أن عروش بلاد أولاد نايل المتوزعة في عمالة التيطري تتمثل في قبائل السحاري الشراقة، السحاري الغرابة، العبازيز، المويعدات، أولاد سيدي عيسى الأحدب، أولاد سيدي بن علية، أولاد رحمان، أولاد نايل الغرابة. أما عمالة قسنطينة فيتبعها أولاد نايل الشراقة (يقصد بذلك أولاد عامر، أولاد زكري، أولاد فرج، أولاد عيسى الشراقة).

### الحدود الجغرافية لبلاد أولاد نايل
يقول الرحالة الشيخ عبد الرحمان بن ادريس التنيلاني في وصفه لجغرافية بلاد أولاد نايل أن قبائلهم «أكثر العرب رجالا وماشية وخيلا، ومساكنهم ما بين اقسمطين والجزائر وبسعاد وواد الجير امزاب وورقل وتقرت والقرار»  ويقول «كلود روزي» أنهم يتواجدون في طريق الصحراء وأن حدودهم هي بمثلث الأغواط وبوسعادة وبسكرة الواقعة تحت إدارة أو سلطة فرنسا ورغم أن الحدود الجغرافية لبلاد أولاد نايل معروفة، فإن هذا لم يمنع من استقرارهم خارج بلادهم بفعل ترحالهم.
ويعطي الأب فرانسوا دوفيلاري نطاقا جغرافيا لبلاد أولاد نايل واضح الحدود يمتد بين بايلك التيطري وبايلك الشرق. فيشير إلى أنها تمتد من أولاد جلال شرقا إلى زنينة غربا ومن دزيوة (نواحي تقرت) جنوبا إلى جبل قلتة السطل شمالا. ويضيف دوفيلاري أن هذه القبائل شكلت كتلة واحدة وأنه كان لا يوجد عدوّ داخلي بينها.
وبصفة عامة فإن كونفدرالية أولاد نايل تضم العديد من القبائل المتوزعة عبر نطاق واسع يمتد من جنوب قصر البخاري شمالا إلى غاية حدود الأغواط وتقرت جنوبا ومن منطقة الزيبان شرقا إلى غاية حدود جبل العمور غربا. وهذه القبائل هي رحمان والمويعدات والزناخرة وأولاد المختار وأولاد زيد والسحاري وأولاد سيدي يونس وأولاد نايل والعبازيز وأولاد بن علية بالإضافة إلى أهل القصور.  

## توزع
لمحمد نايل أربعة أولاد صلب هم:
1. يحيى وهو أكبرهم

تواجد قبيلة أولاد نايل المتحدثين باللهجة الجلفاوية.

2. مليك وهو تصغير على عرف المغاربة ل عبد الملك
3. احمد الملقب بلقب الفكرون وهو والاصغر في الأولاد وقد مات من غير شهرة.
4. زكري وامه خيرة بنت امحمد بوحملة بن عيسى بن لقمان الشريف جد قبيلة الحمالات

و هؤلاء الثلاثة الأوائل امهم: سلمى بنت شعيب بن علي بن بوزيد الشريف.
حاليا تتفرق قبيلة أولاد نايل إلى فرق وعشائر عديدة حيث تتجمع في 04 أربعة بطون رئيسية:

### البطن الأول أولاد يحي
أولاد يحي بن محمد نايل وهم: أولاد عيسى؛ أولاد عبد الله؛ أولاد احمد
 1- أولاد عيسى
الفرع الأول أولاد محمد الذويب بن عيسى
و يصطلح عليهم باسم أولاد الاعور نسبة لزعيمهم احمد الملقب بالاعور لاسترخاء في عينه
- أولاد أمحمد بن المبارك بن أمحمد بن دغمان بن محمد الذويب متواجدين بالأخص ببلدية عين الريش بالمسيلة.
- أولاد عمارة بن أمحمد بن دغمان متواجدين بالاخص ببلدية بئر الفضة بالمسيلة
- أولاد بوزيد المهش بن أمحمد بن دغمان متواجدين ببلدية مسعد وبلدية برج المهاش بالجلفة
- أولاد حمد بن بوحيا بن إبراهيم بن بوزيد المهش يعرفون باسم: اللوباحي متواجدين ببلدية المويلح مندمجين مع أولاد عيفة.
- أولاد أمحمد نقاز الحلفاء بن دغمان بن عبد الله بن عطالله بن بوزيدالمهش يعرفون باسم النقاقزة متواجدين بالاخص بسلمانة ومسعد.
- أولاد قويسم بن محمد بن سليمان بن عطالله بن بوزيد المهش وهم مندمجين مع أولاد ام الاخوة متواجدين بالأخص بفيض البطمة ومسعد.
- أولاد محمد الأطرش بن مهيريس بن دغمان بن ذويب متواجدين بالاخص بالمعلبة وسلمانة ومسعد
- أولاد موسى النعامة بن مهيريس بن دغمان بن ذويب متواجدين بسلمانة ومسعد
- أولاد عطالله أبونيف بن مهيريس بن دغمان بن ذويب متواجدين بسلمانة ومسعدنسوة نايليات.

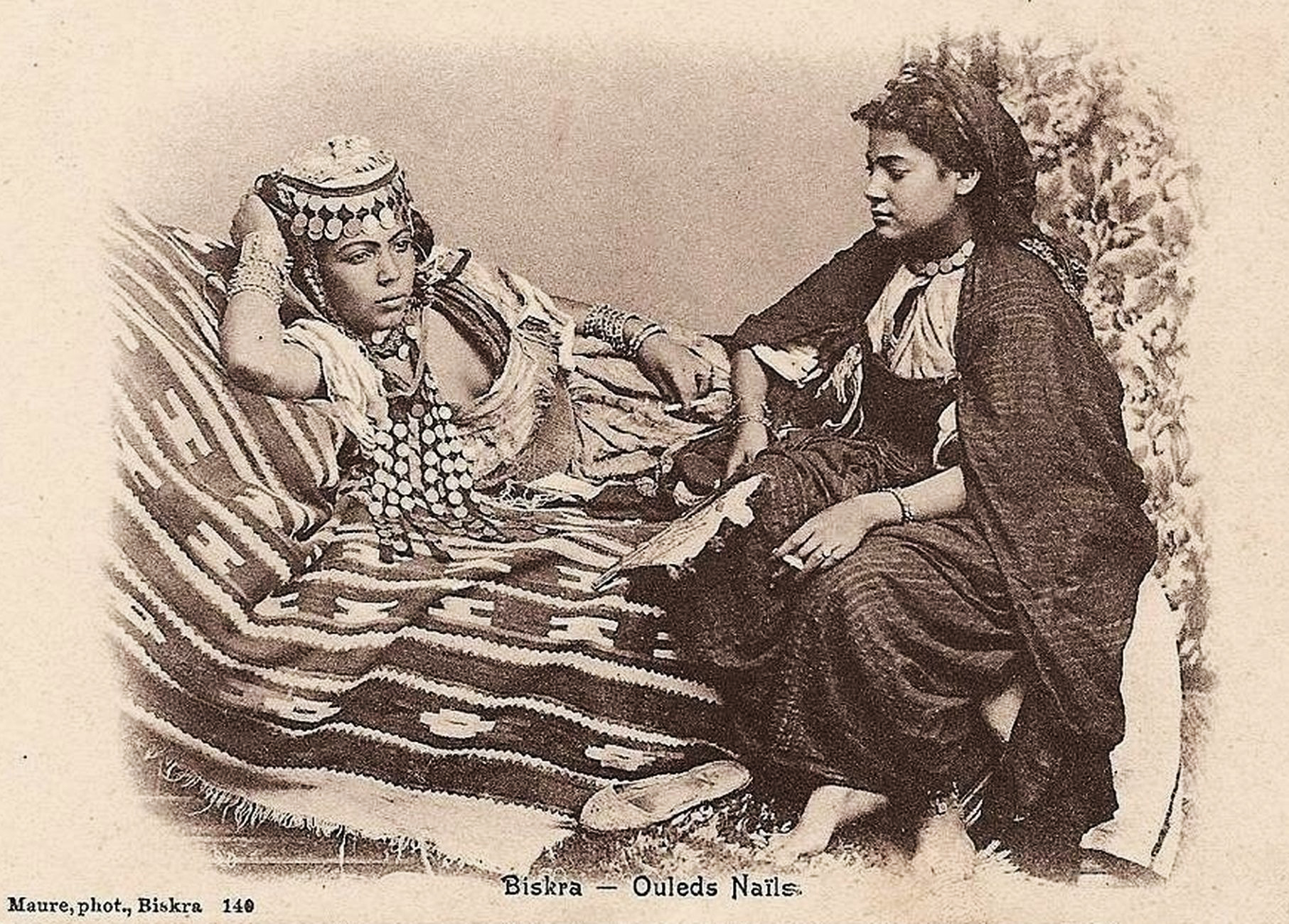
نسوة نايليات.

- أولاد احمد الاعور بن مهيريس بن دغمان بن ذويب وهم أولاد سالم بن الاعور وأولاد عبد الرحمان بن الاعور والدباز أولاد محمد الملقب بالدبزة بن الاعور وأغلب هؤلاء متواجدين بسلمانة ومسعد والمجبارة
- أولاد صالح بن عبد الغني بن مهيريس بن دغمان بن ذويب متواجدين بسلمانة ومسعد والمعلبة
- أولاد احمد الساسي بن عبد الغني بن مهيريس بن دغمان بن ذويب وهم متواجدين ببلدية الحوش وبلدية رأس الميعاد بولاية بسكرة

الفرع الثاني أولاد يحي المسعد أو يحي أمساعد بن عيسى
و يصطلح عليهم باسم أولاد عيسى
- أولاد وطية أبوهم الخليفة بن إبراهيم بن احمد متواجدين بالمليليحة ومسعد بالجلفة وتقرت بورقلة
- أولاد علي الأكحل أو الاخضر بن إبراهيم بن احمد متواجدين بقطارة وبلدية القرارة بغرداية
- أولاد سعد الزير بن إبراهيم بن احمد متواجدين بالمليليحة
- أولاد عيفة وهم ذرية احمد بن إبراهيم بن احمد متواجدين بالمليليحة.
- أولاد ساعد بلمحجوبة بن بوعبدالله بن احمد متواجدين بفيض البطمة وبمسعد
- أولاد ناصر بن سعد بن التواتي بن طوير متواجدين بفيض البطمة
- أولاد عيسى أو عويسى بن سعد بن التواتي بن طوير يعرفون باسم العويسات متواجدين بفيض البطمة وعمورة
- أولاد احمد الشنة بن التواتي بن طوير متواجدين بفيض البطمة يعرفون باسم الشنان متواجدين بفيض البطمة

02- أولاد عبد الله
- أولاد عمر الملقب بالفرج متواجدين بالاخص ببلديتي بوسعادة وجبل أمساعد
- أولاد نايل الغريب متواجدين بالأخص بمناعة وبلدية مجدل بالمسيلة
- أولاد علي بن أمحمد متواجدين بالأخص ببلدية اسليم بالمسيلة

03- أولاد احمد 
متواجدين بالاخص ببلدية عين الملح بالمسيلة
وهم فرق عديدة أولاد لبصير وأولاد عبد الوهاب وأولاد ربيعي وأولاد ارقيق وأولاد علي.

### البطن الثاني أولاد مليك
أولاد مليك بن محمد نايل وهم:
1. أولاد عامر بن سالم بن مليك متواجدين بالأخص ببلديات بوسعادة وعامر وتامسة بالمسيلة
2. أولاد سعد بن سالم بن مليك متواجدين ببلديات عين الإبل ومسعد ودلدول وتعظميت والدويس وعين الشهداء والادريسية والجلفة.
3. أولاد يحي بن سالم بن مليك متواجدين بالاخص في بلديتي سدرحال بالجلفة وقصر الحيران بالاغواط
4. أولاد سي أمحمد بن عبد الرحمان بن سالم بن مليك متواجدين بالاخص ببلديات الجلفة وحاسي بحبح والزعفران وعين معبد والقديد وبلدية دار الشيوخ وحاسي العش والادريسية والبيرين وعين وسارة بلدية الجلفة. كما يتواجدون بكثرة في الجزائر العاصمة وضواحيها والبليدة.

### البطن الثالث أولاد احمد
أولاد احمد الفكرون بن محمد نايل
((أولاد احمد بن احمد الفكرون بن محمد نايل هم مندمجين بالأخص مع أولاد عامر وأولاد فرج متواجدين بالأخص في بلدية عامر وفي المنطقة ما بين سمارة وجبل امساعد بالمسيلة))

### البطن الرابع أولاد زكري
أولاد زكري بن محمد نايل ((أولاد خالد بن زكري / أولاد سليمان بن عبد الله بن زكري / أولاد حركات بن أمحمد بن زكري/ أولاد رابح بن أمحمد بن زكري))
- أولاد خالد بن زكري متواجدين بالأخص ببلديات بن سرور ومحمد بوضياف بالمسيلة وبلدية أولاد جلال ببسكرة
- أولاد سليمان بن عبد الله بن زكري متواجدين ببلدية الجب والزرزور بالمسيلة
- أولاد حركات بن أمحمد بن زكري متواجدين ببلديتي أولاد جلال والبسباس ببسكرة
- أولاد رابح بن امحمد بن زكري متواجدين بالاخص ببلدية عين فارس بالمسيلة
- أولاد رحمة بن عبد الله بن زكري متواجدين بالاخص بنواحي الشعيبة بولاية بسكرة.

## ثقافة

### أسلوب الحياة التقليدي

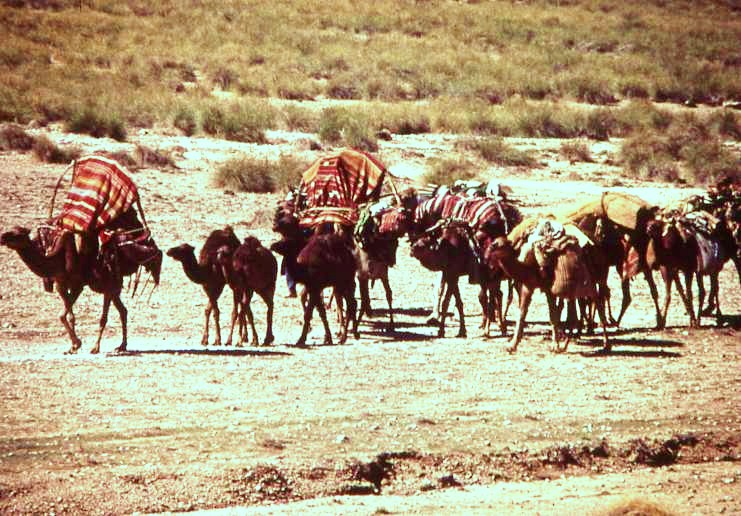
من بادية اولاد نايل.

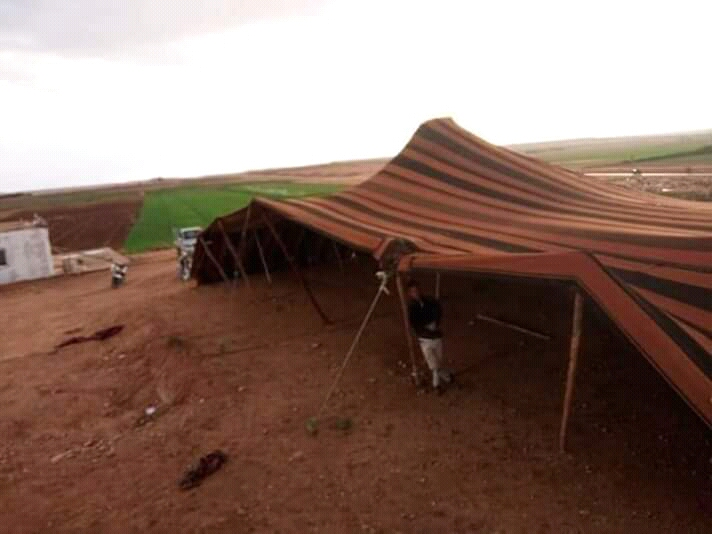
بيت أولاد نايل عبارة عن خيمة كبيرة توضع في كل مكان ينتقلون له

أولاد نايل شعب بدوي أو شبه بدوي يعيشون في مرتفعات أطلس الصحراء التي أطلق عليه اسمهم. كانت مدينة الجلفة تقليديًا مركزًا هامًا للسوق والتجارة لأولاد نائل، خاصةً لمواشيهم. تتميز المدينة بشتاء بارد وطويل مع درجات حرارة متوسطة تصل إلى 4 درجات مئوية. في السنوات الأخيرة أصبحت ولاية الجلفة واحدة من أكثر الولايات سكانا في الجزائر حيث يبلغ عدد سكانها وحدةقالب:1164870.
يعمد أولاد نايل إلى تربية الماشية في العادة باعتبارهم بدو على أراضيهم العشبية الجبلية، وكذلك في منطقة الحضنة الشمالية ودياس في الجنوب. البدو منهم يعيشون في خيام مخيّمة باللونين الأسود والأحمر، ويعيش أخرون أيضًا العيش في الدشور أو القرى غير المحصّنة، أو في القصور المحصّنة. زراعة الحبوب ممكنة في المرتفعات الجبلية، رغم النتائج الغير المنتظمة إلى حد ما. ونادرا ما كانوا قادرين على زراعة أشجار النخيل في المرتفعات ولكنهم يحصلون على التمور من مناطق أخرى عن طريق التجارة، لا سيما في بوسعادة الواقعة عند سفح الطرف الشمالي من سلسلة الجبال.
رغم الظروف القاسية في المرتفعات الجافة والباردة التي يعيشون فيها إلا أن هذه المجموعة الإثنية تمكنت من تدبير نفسها جيدا في بيئتها التقليدية على مر القرون. مع ذلك فإن السنوات الفردية من القحط وسنوات الشتاء الطويلة والباردة كانت كارثية على أولاد نايل؛ في عام 1944، ومرة أخرى في عام 1947، عندما كانت الظروف الجوية قاسية على وجه الخصوص، توفي حوالي 50 ٪ من مواشيهم وتل ذلك مجاعات.

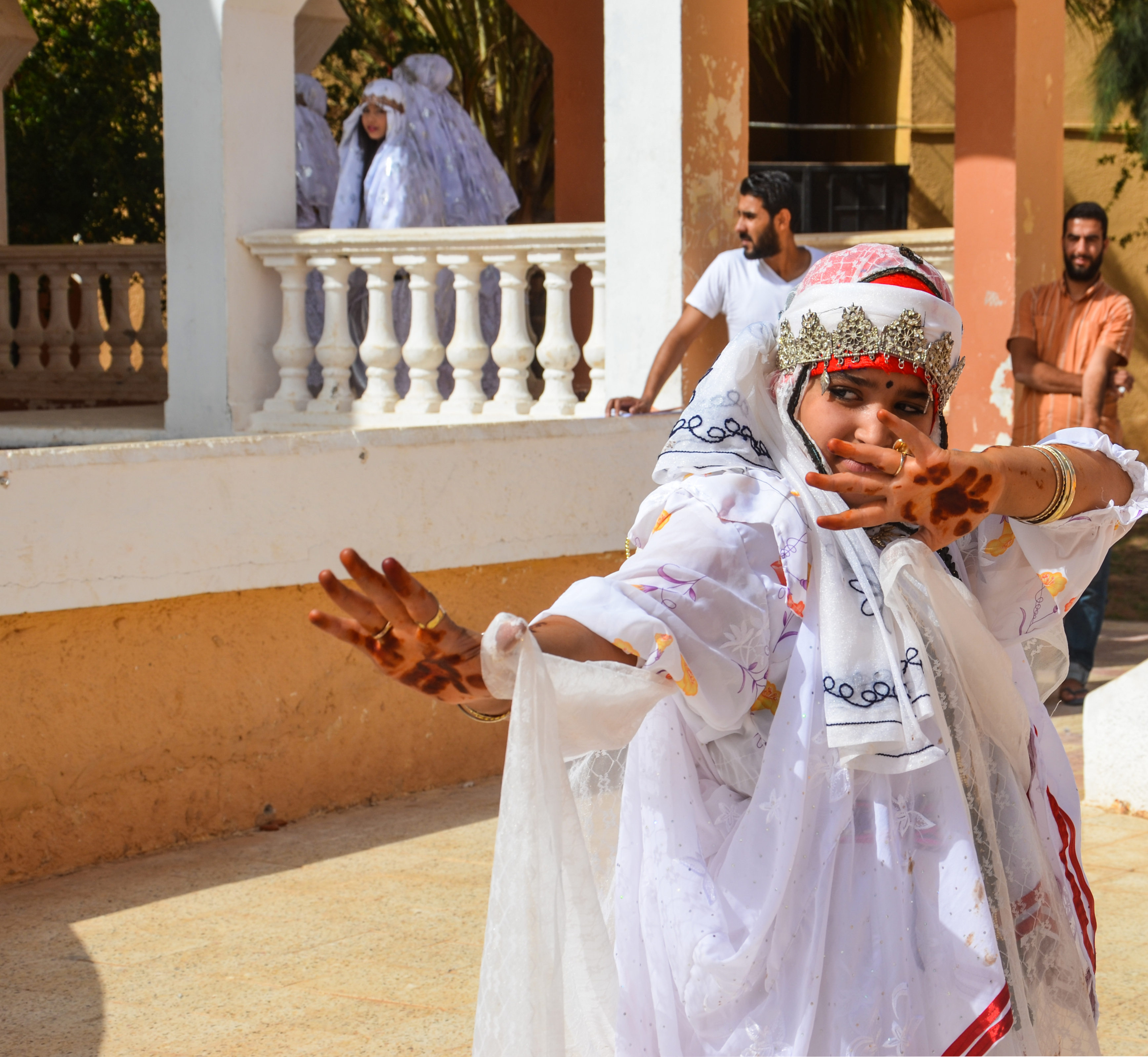
طفلة ترقص النايلي

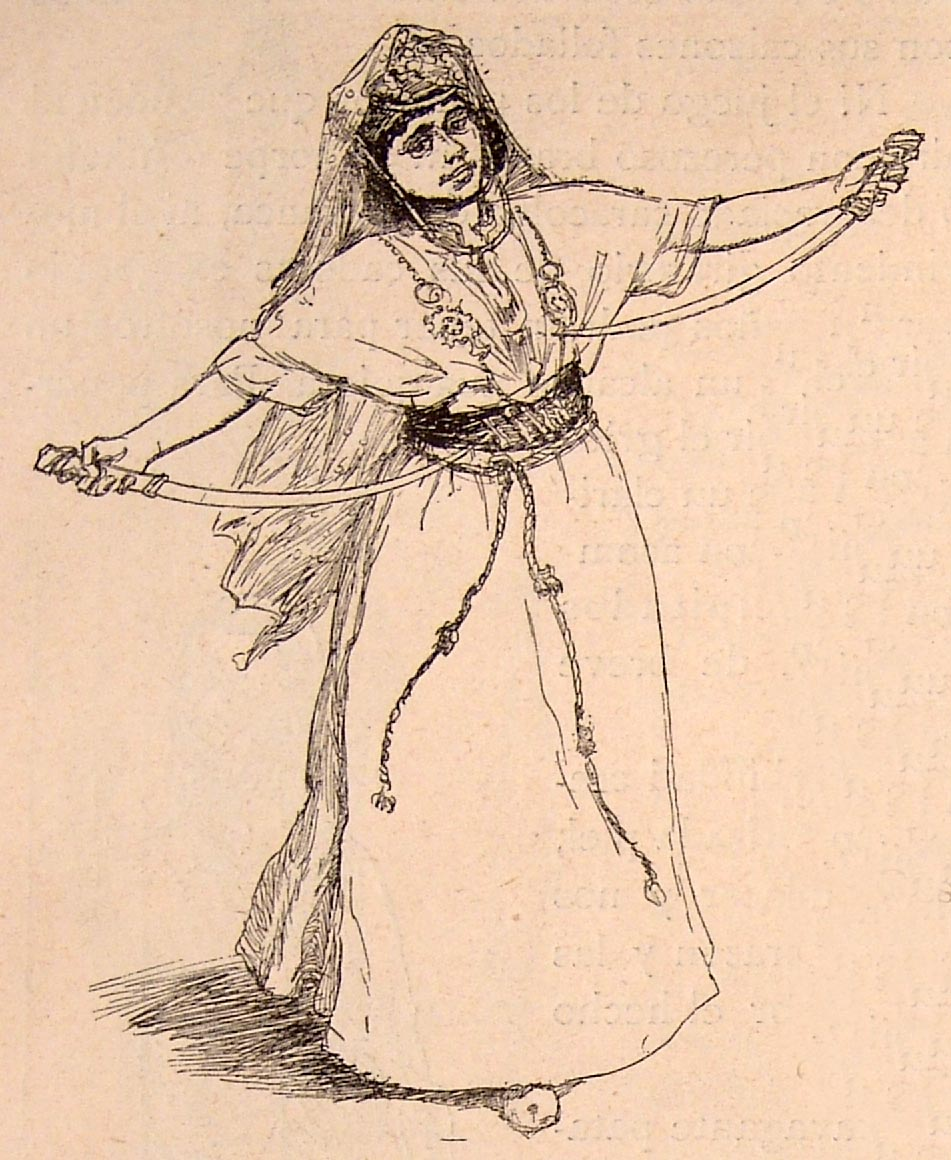
رسمة لرقصة نايلية.

### الرقصات والأغاني
أنشأت قبيلة أولاد نايل نمطًا موسيقيا، يُعرف أحيانًا باسم موسيقى بوسعادة على المدينة القريبة من موطنهم. كما أن لولاد نايل نمطا خاصا من الرقص.
على الرغم من ارتباط أدوارهم وأنشطتهم الأساسية في محيطهم الريفي بالزراعة الحيوانية، فإن معظم النساء تدربن في فن الرقص والأغاني منذ الطفولة. وهكذا، بالنسبة إلى نساء أولاد نايل، فإن ممارسة ترك منزل أجدادهن واستقرارهن في بلدة صحراوية مجاورة كان أمرًا شائعًا. كان هذا بالأخص في أوقات الكوارث والمجاعات، عندما كانت المرأة تتمتع بحرية نسبية في الدفاع عن نفسها من أجل البقاء، وتوفير المال وتحسين وضعها الاقتصادي في المستقبل.